# Olt
Olt, (Latin: Aluta or Alutus) är en flod i Rumänien. Den är den längsta flod som finns enbart inom Rumäniens gränser. Dess källor ligger i Hășmașbergen i östra Karpaterna nära Bălan. Länet Olt och den historiska provinsen Oltenien är uppkallade efter floden.
Sfântu Gheorghe, uppkallad efter helgonet Sankt Göran, Râmnicu Vâlcea och Slatina är de största städerna längs floden. Olt flyter ut i Donau nära Turnu Măgurele.

## Bilder
- Rafting på Olt (Bilder)

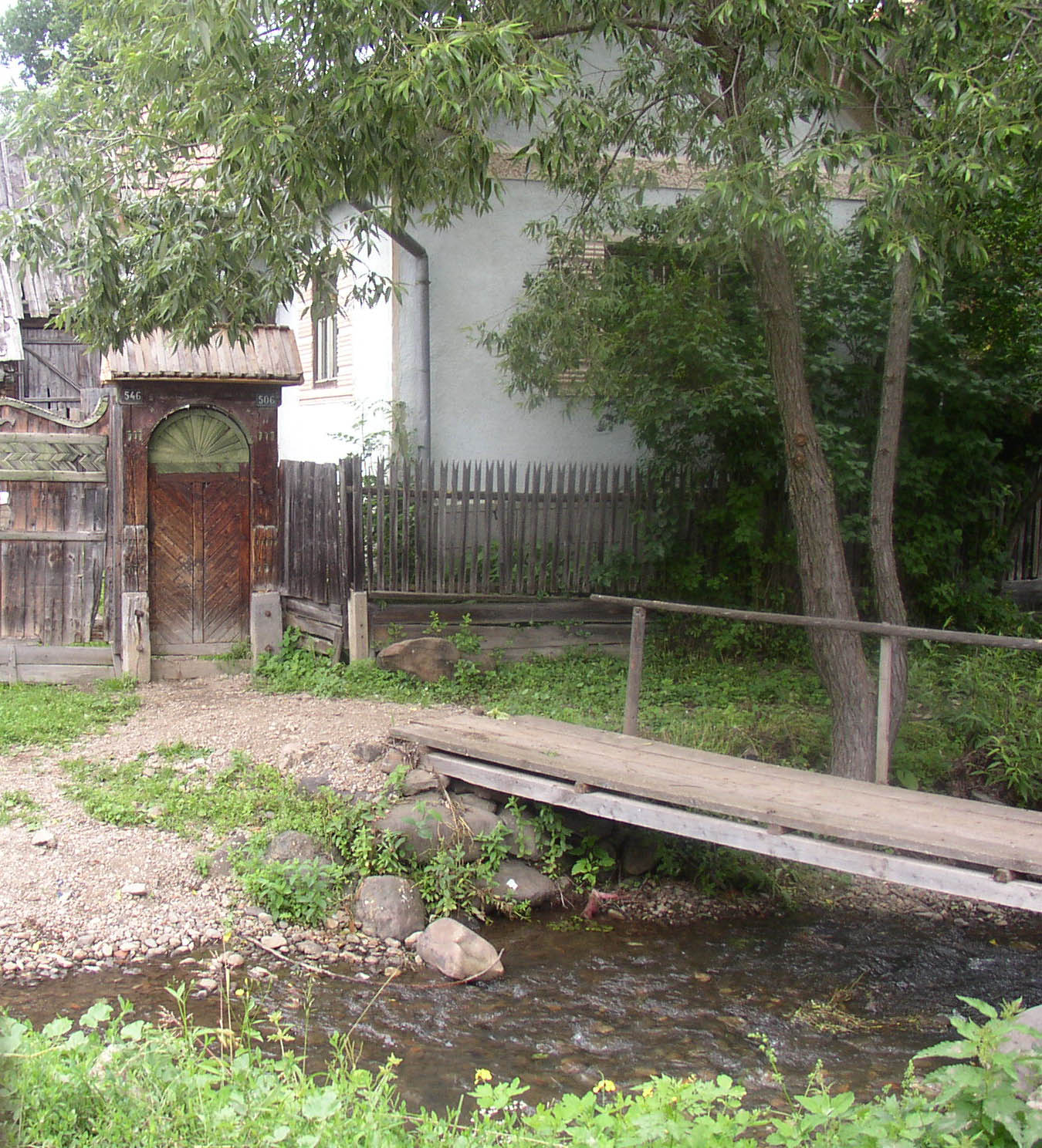
Olt – Nära källan vid Siculeni
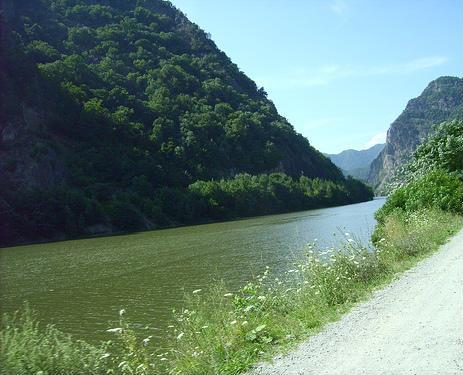
Olt vid Turnu Roșu
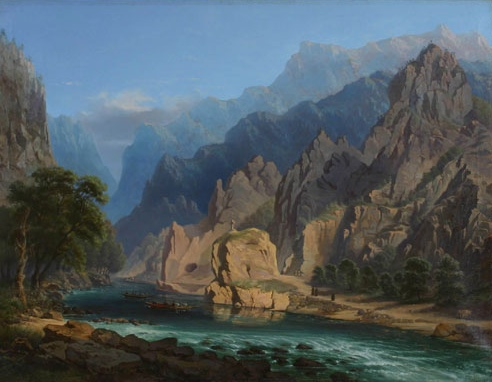
Oltdalen
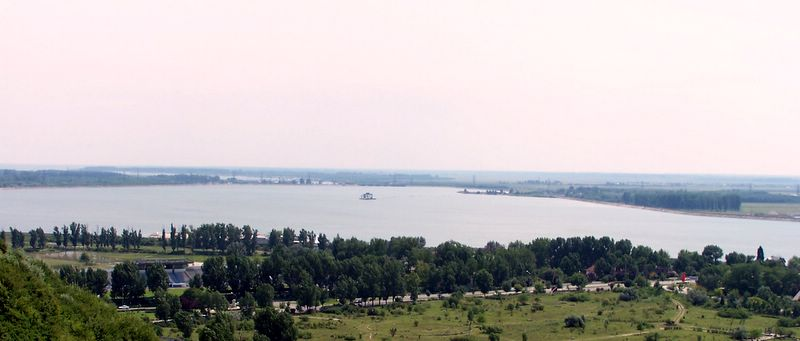
Slatinadammen